# St. Andreas (Mannsdorf)

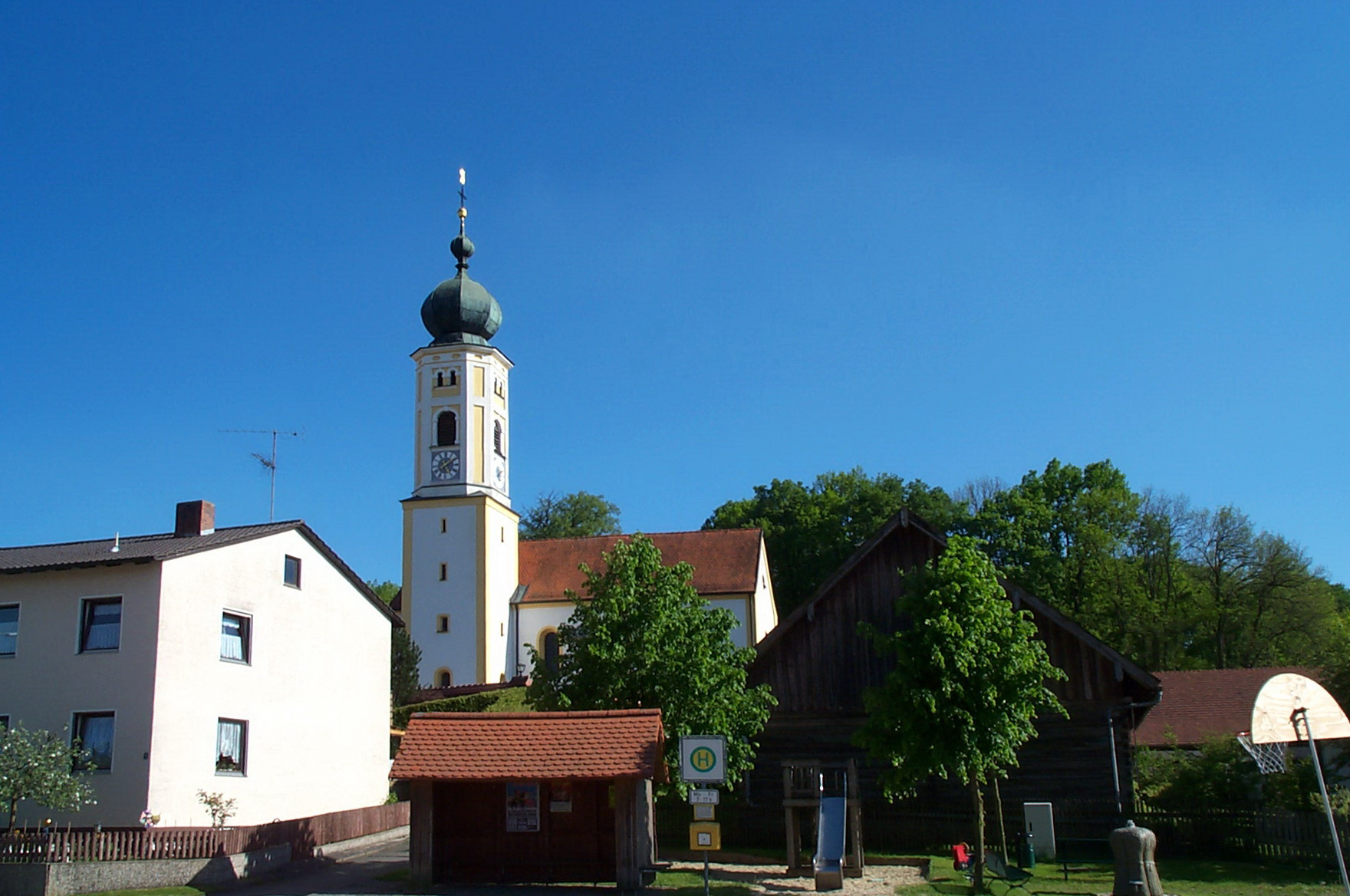
St. Andreas (Mannsdorf)

Die römisch-katholische, denkmalgeschützte Filialkirche St. Andreas steht in Mannsdorf, einem Gemeindeteil des Marktes Schierling im Landkreis Regensburg der Oberpfalz. Sie ist dem Bistum Regensburg zugeordnet. Das Bauwerk ist unter der Denkmalnummer D-3-75-196-36 als Baudenkmal in die Bayerische Denkmalliste eingetragen.

## Beschreibung
Die Saalkirche wurde im 17. Jahrhundert erbaut. Sie besteht aus einem Langhaus, einem dreiseitig geschlossenen Chor im Osten, und einem Chorflankenturm auf quadratischem Grundriss an dessen Nordwand, der nach 1829 zur Unterbringung der Turmuhr und des Glockenstuhls mit zwei Kirchenglocken achteckig aufgestockt und mit einer Zwiebelhaube bedeckt wurde. Das Langhaus wurde 1839 um ein Joch nach Westen verlängert. Der Innenraum ist durchgehend mit einem Kreuzgratgewölbe überspannt. Die Deckenmalereien und die Wandmalereien entstanden nach 1839. Der Hochaltar und die Seitenaltäre wurden bei der Renovierung 1974 entfernt. Die Statuen der vierzehn Nothelfer, die ursprünglich im Hochaltar integriert waren,  blieben erhalten.